# صفيحة مشاشية
صفيحة مشاشية (بالإنجليزية: Epiphyseal plate)‏ أو صفيحة النمو (بالإنجليزية: growth plate)‏ ، هي صفيحة من غضروف زجاجي تقع في كل كردوس في نهاية طرفيّ العظام الطويلة.
توجد الصفيحة في الأطفال والمراهقين ؛ وفي البالغين ممن توقف لديهم النمو، فتُستبدال الصفيحة بخط مشاشي.

## التركيب

### النمو

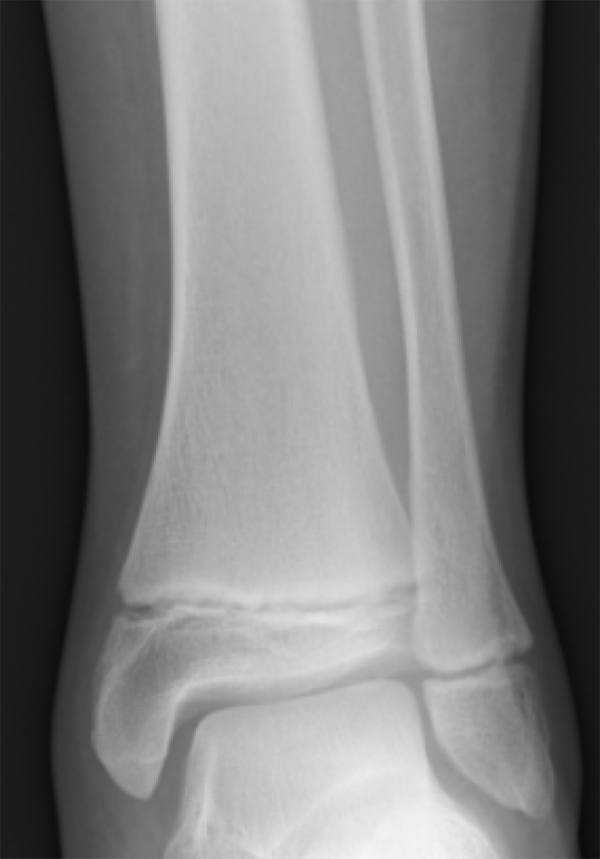
Tib fib growth plates

التعظم داخل الغضروف هو المسؤول عن نمو العظام من الغضروف داخل الرحم والرضّع والنمو الطولي للعظام الطويلة في الصفيحة المشاشية. الصفيحة الغضروفية تحدث انقسام ميتوزي مستمر. تتجمع الخلايا الوليدة مواجهةً المشاشة بينما الخلايا القديمة يتم دفعها باتجاه الجدل. وبما أن الغضروفية القديمة تنتكس، تتحجر الخلايا الوليدة لتشكل العظام الجديدة. في سن البلوغ، تزداد مستويات الاستروجين في كل من الإناث والذكور، ويؤدي ذلك إلى حدوث استماتة للخلايا الغضروفية في الصفيحة المشاشية.
ويسبب استنزاف الخلايا الغضروفية موت الخلايا المبرمج مما يؤدي إلى تحجر أقل، نمو بطيء للأسفل ويتوقف لاحقًا عندما يحل العظم محل الغضروف بالكامل تاركًا خلفه ندبة المشاشة التي تختفي فيما بعد. بمجرد الوصول إلى مرحلة البلوغ، الطريقة الوحيدة للتعامل مع الارتفاع هو تعديل نمو العظم الطولي عن طريق سحب الدشبذ.

## الأنسجة

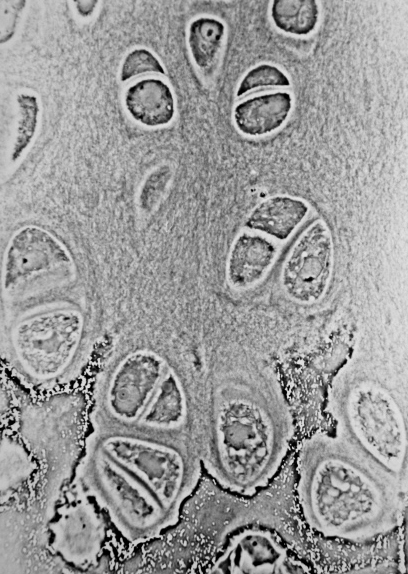
Hypertrophic Zone of Epiphyseal Plate

صفيحة النمو لديها مورفولوجيا محددة للغاية حيث لديها ترتيب للمنطقة.
| منطقة الصفيحة المشاشية | الوصف                                                                                    |
| ---------------------- | ---------------------------------------------------------------------------------------- |
| منطقة التخزين          | الخلايا الغضروفية تتواجد عند الطرف المشاشي                                               |
| منطقة الانتشار         | الانتشار السريع للغضاريف يحدث لها انقسام تحت تأثير هرمون النمو                           |
| منطقة النضج والتضخم    | توقف الغضاريف الانقسام وتبدأ التضخم عن طريق تجميع الجليكوجين والدهون والفوسفاتيز القلوية |
| منطقة التكلس           | الغضاريف يحدث لها موت مبرمج للخلايا، تبدأ المصفوفة الغضروفية بالتكلس                     |
| منطقة التحجر           | الغضاريف يحدث لها موت مبرمج للخلايا، تبدأ المصفوفة الغضروفية بالتكلس                     |

## الأهمية الإكلينيكية
العيوب في نمو الصفيحة المشاشية وانقسامها المستمر ممكن أن يؤدي إلى اضطرابات في النمو. الخلل الأكثر شيوعًا هو الودانة، في حالة وجود خلل في تكوين الغضروف، الودانة هي أشهر سبب للقزامة.
كسور سالتر هاريس هي عبارة عن كسور تتضمن الصفيحة المشاشية ولذلك تشير إلى التدخل في النمو والطول.
مرض أسجود سكالتر ينتج عن الإجهاد على الصفيحة المشاشية في قصبة الساق مما يؤدي إلى نمو العظام الزائدة ووجود تورم مؤلم في الركبة.

## الحيوانات الأخرى
درس جون هانتر الدجاج النامي. حيث لاحظ نمو العظام في النهايات وهكذا أثبت وجود الصفيحة المشاشية. ويُعتبر هانتر بأنه «أبو» لوحة النمو.